# Cleomedes
Cleomedes (Oudgrieks: Κλεομήδης) was een stoïcijns filosoof en astronoom. Van zijn leven is niets bekend, en de periode waarin hij actief was, ligt vermoedelijk tussen 50 v.Chr. en 250 n.Chr., maar andere dateringen zijn ook voorgesteld, zoals de vierde eeuw. Van Cleomedes is een astronomisch handboek overgeleverd, Over de circulaire bewegingen van hemellichamen (ook bekend als Celestia). Het werk vormde een introductie voor studenten en was dus niet erg technisch en wiskundig. Daarnaast wordt stoïcijnse fysica behandeld, waaruit blijkt dat Cleomedes was beïnvloed door de stoïcijnse astronoom Posidonius (circa 135 - 51 v.Chr.). In zijn benadering maakt Cleomedes geen groot onderscheid in zekerheid tussen theoretische speculatie en empirisch bewijs.
Het werk geeft een beeld van de ontwikkeling van de oud-Griekse astronomie vóór Claudius Ptolemaeus. Het werk bevat ook fragmenten van oudere werken en is de belangrijkste bron voor de opmeting van de aardomtrek door Eratosthenes (283 - 200 v.Chr.) en door Posidonius. Cleomedes gaf net als onder anderen Aristoteles en Ptolemaeus argumenten voor de bolvormige aarde, waaronder ook nieuwe. Zo komt de zon voor de Perzen vier uur eerder op dan voor de Iberiërs, wat duidt op een gekromd aardoppervlak.